# Serpentyna (drogownictwo)

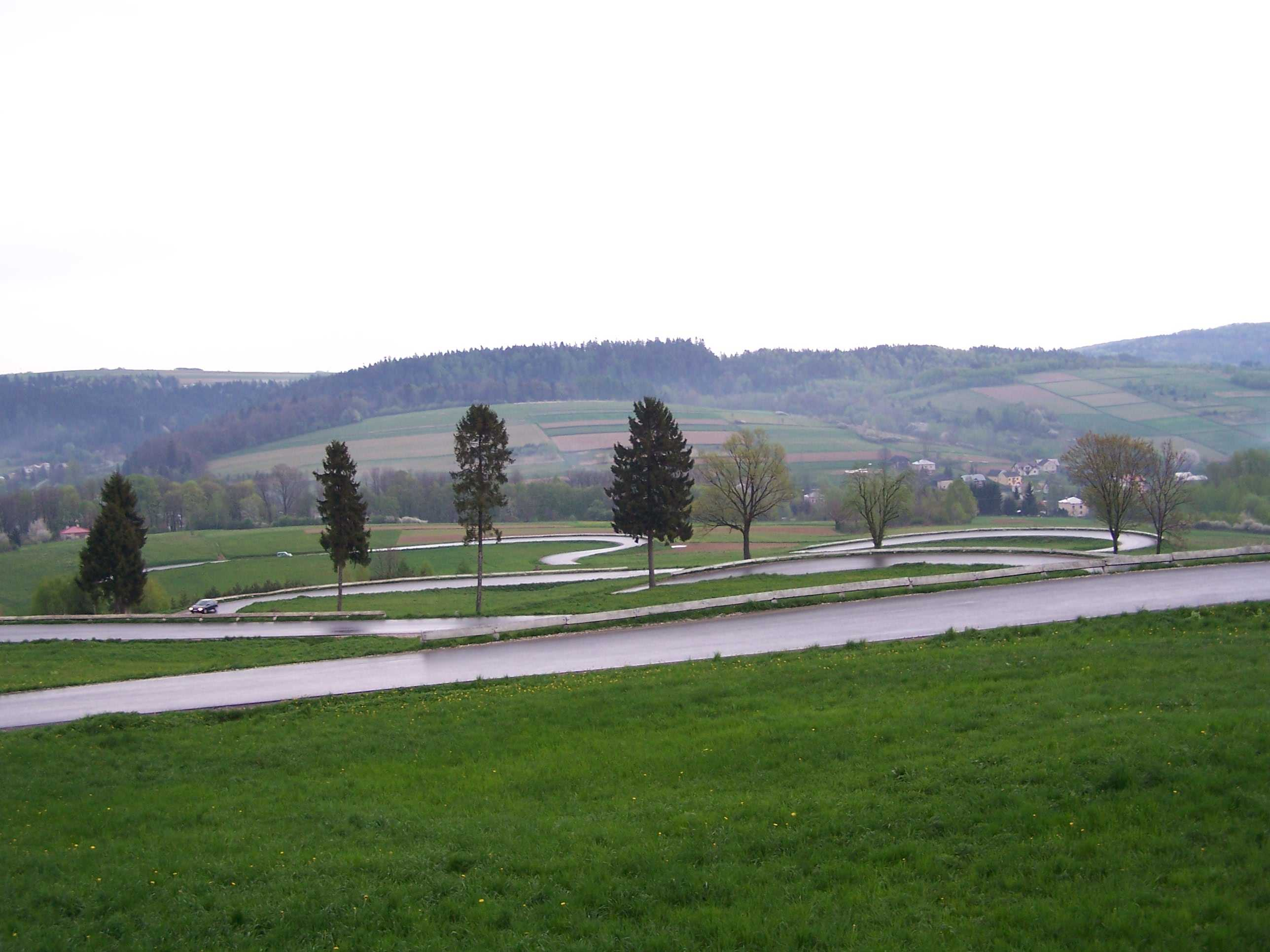
Serpentyny w Izdebkach

Serpentyna – potoczna nazwa drogi przebiegającej w górach, składającej się z naprzemianległych odcinków prostych oraz bardzo ostrych zakrętów, które mogą sięgać 180º.
Serpentyny buduje się w celu zapewnienia większego bezpieczeństwa i łatwości pokonywania wzniesienia użytkownikom drogi, przez zmniejszenie nachylenia jezdni. W przypadku gdy nie zastosuje się serpentyny i drogę poprowadzimy w linii prostej przez zbocze, które chcemy pokonać, jej nachylenie może być tak duże, że stworzy niebezpieczeństwo podczas zjazdu oraz trudności podczas jazdy w górę. 
Serpentyna łagodzi nachylenie, jednak w znacznym stopniu wydłuża drogę, jaką należy przebyć w stosunku do drogi poprowadzonej w linii prostej. Alternatywą pokonywania pasm górskich może być budowa tuneli, jednak takie przedsięwzięcie pociąga za sobą olbrzymie koszty budowy w stosunku do serpentyny.
Rodzaj serpentyny zależy od ukształtowania terenu i lokalizacji półki terenowej oraz jej kształtu.
Wyróżniamy następujące rodzaje serpentyn:
- symetryczna wydłużona
- symetryczna skrócona
- niesymetryczna normalna
- skrócona niesymetryczna

Poszerzenia na serpentynie:
Poszerzenie jezdni na łuku podstawowym wykonuje się obustronnie i uzyskuje się je na długości łuku pomocniczego i krzywej (prostej) poprzedzającej ten łuk.
Ze względu na bezpieczeństwo ruchu należy dążyć do ograniczenia pochyleń podłużnych na serpentynie oraz do zapewnienia jej pełnej widoczności.

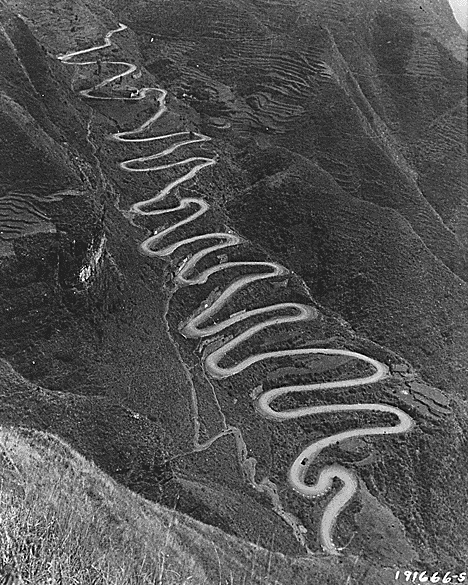
Droga w Birmie.
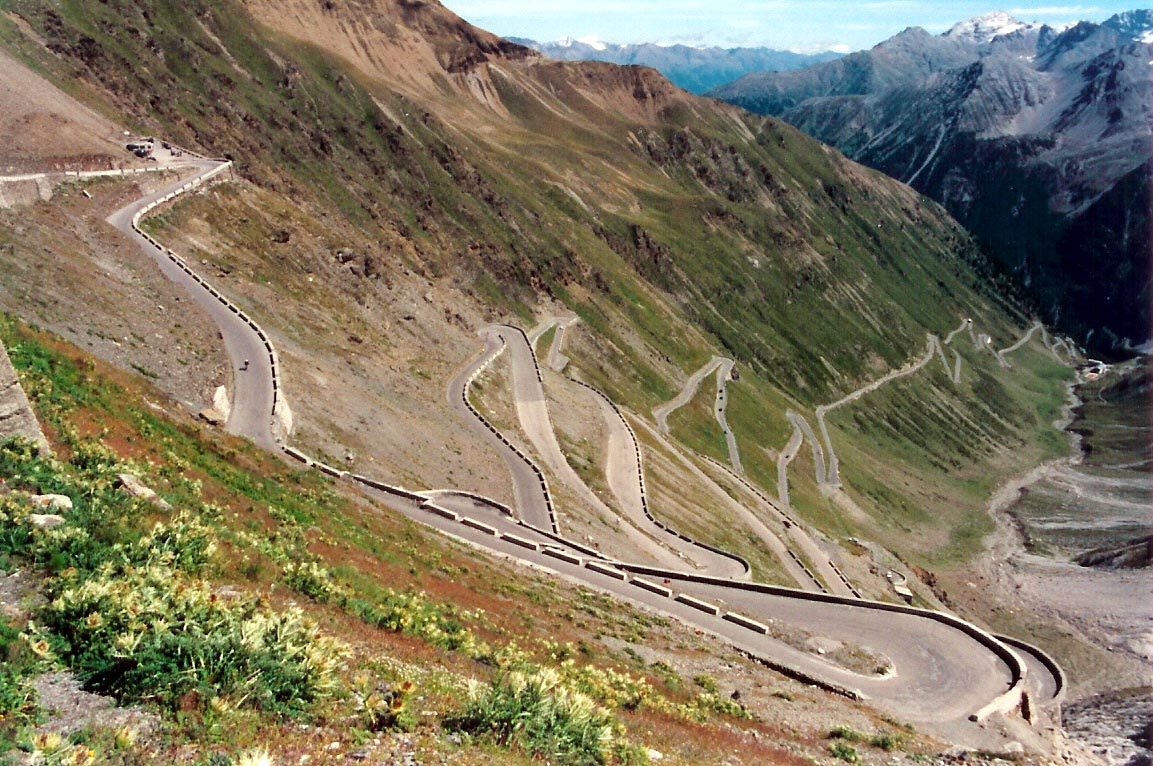
Kilka z 48 zakrętów w przełęczy Stelvio we Włoszech.
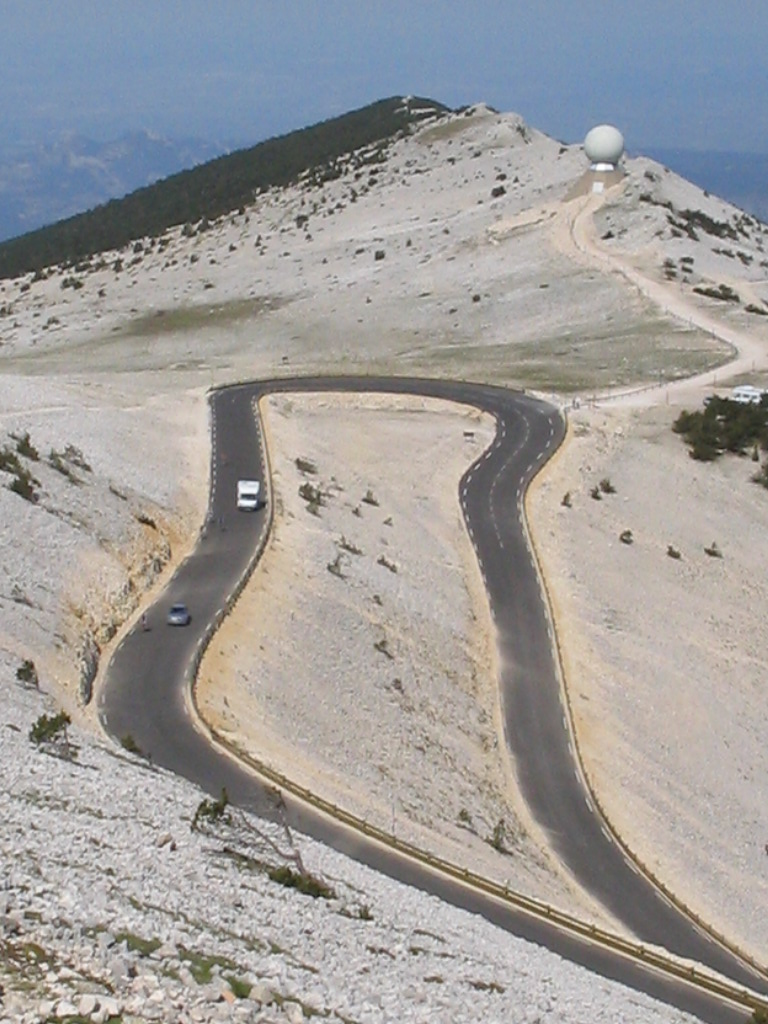
Zakręty na Mont Ventoux we Francji.
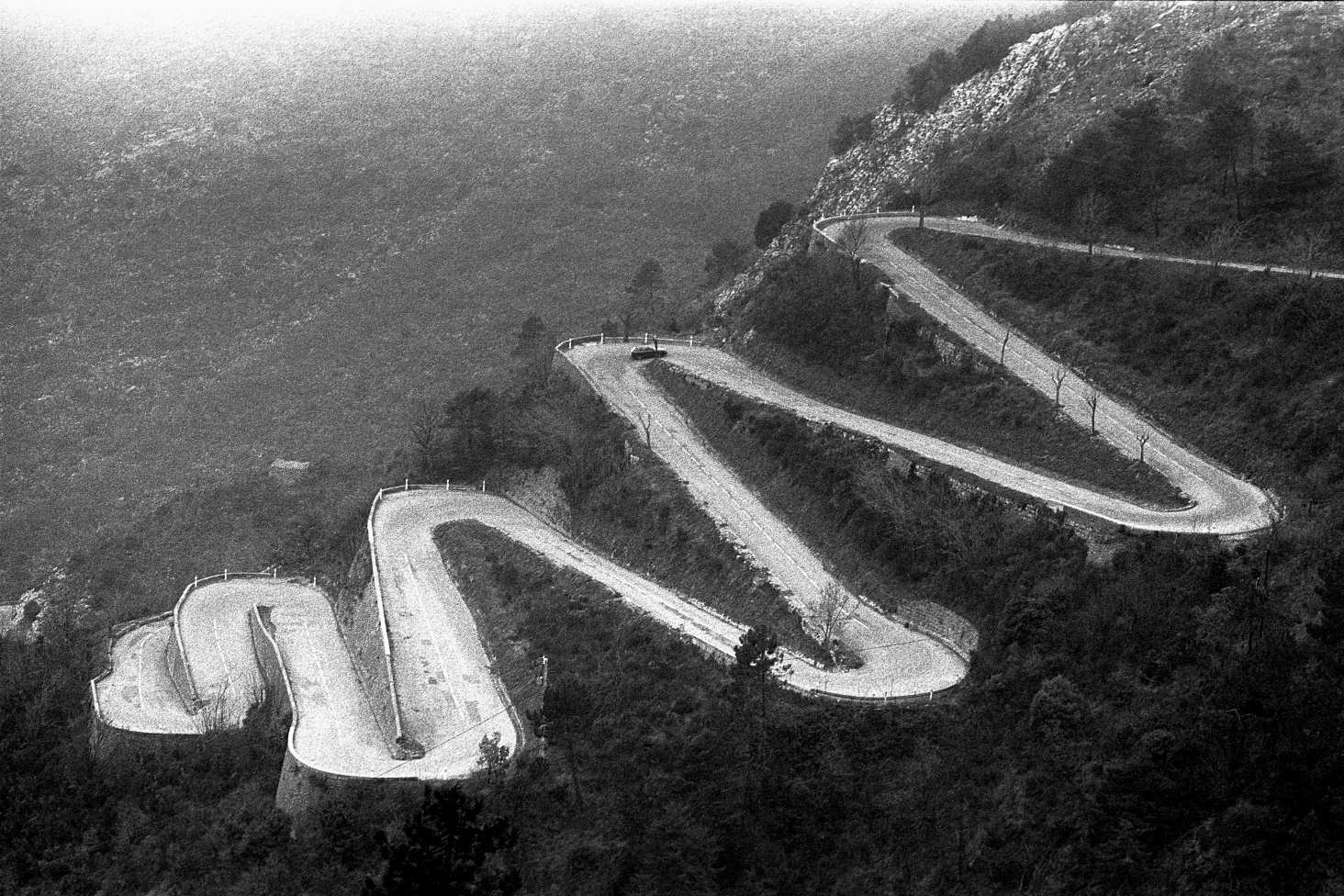
Droga Road D2204 w Alpach francuskich.
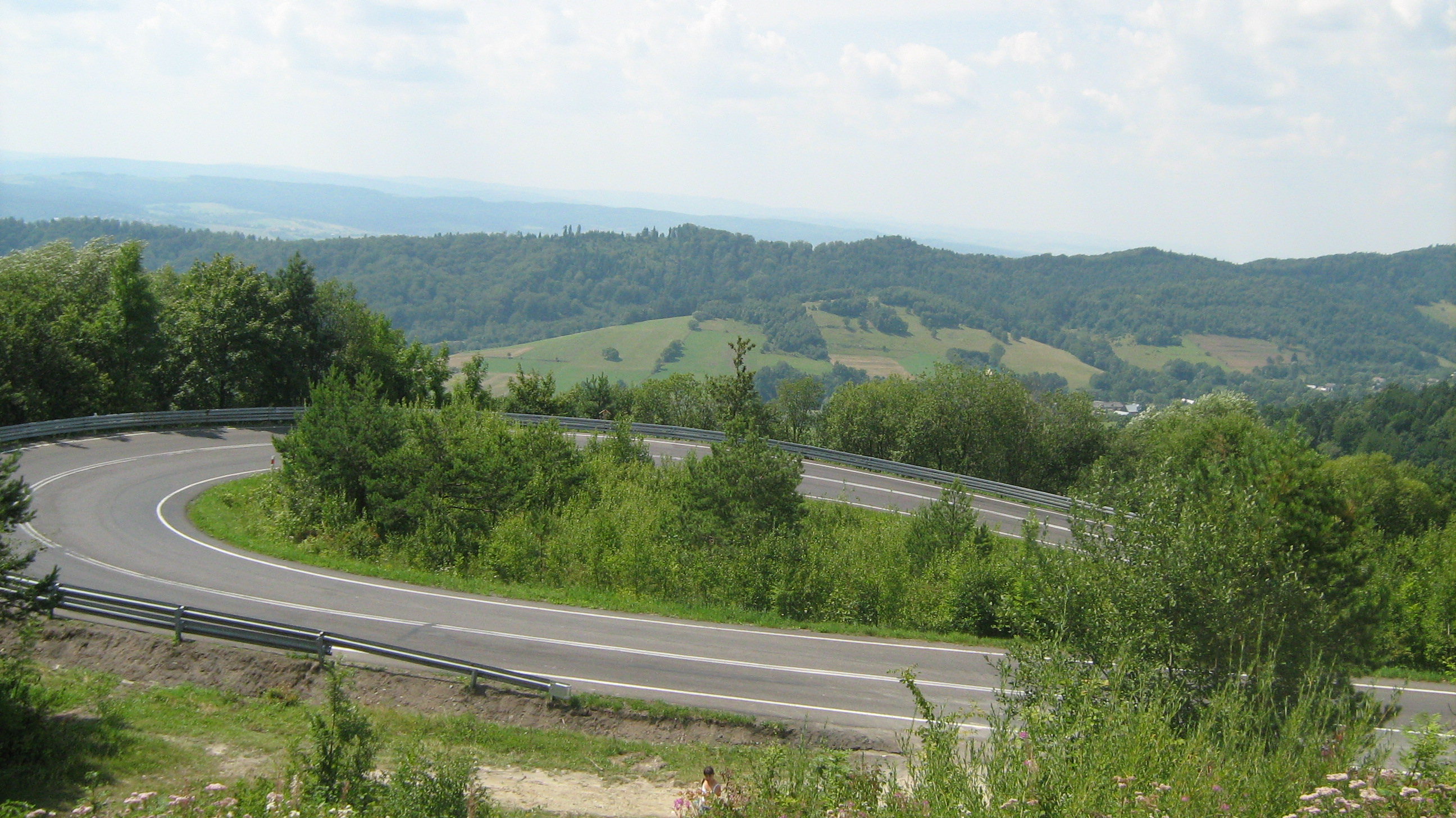
Droga krajowa nr 28 koło Sanoka – Polska.
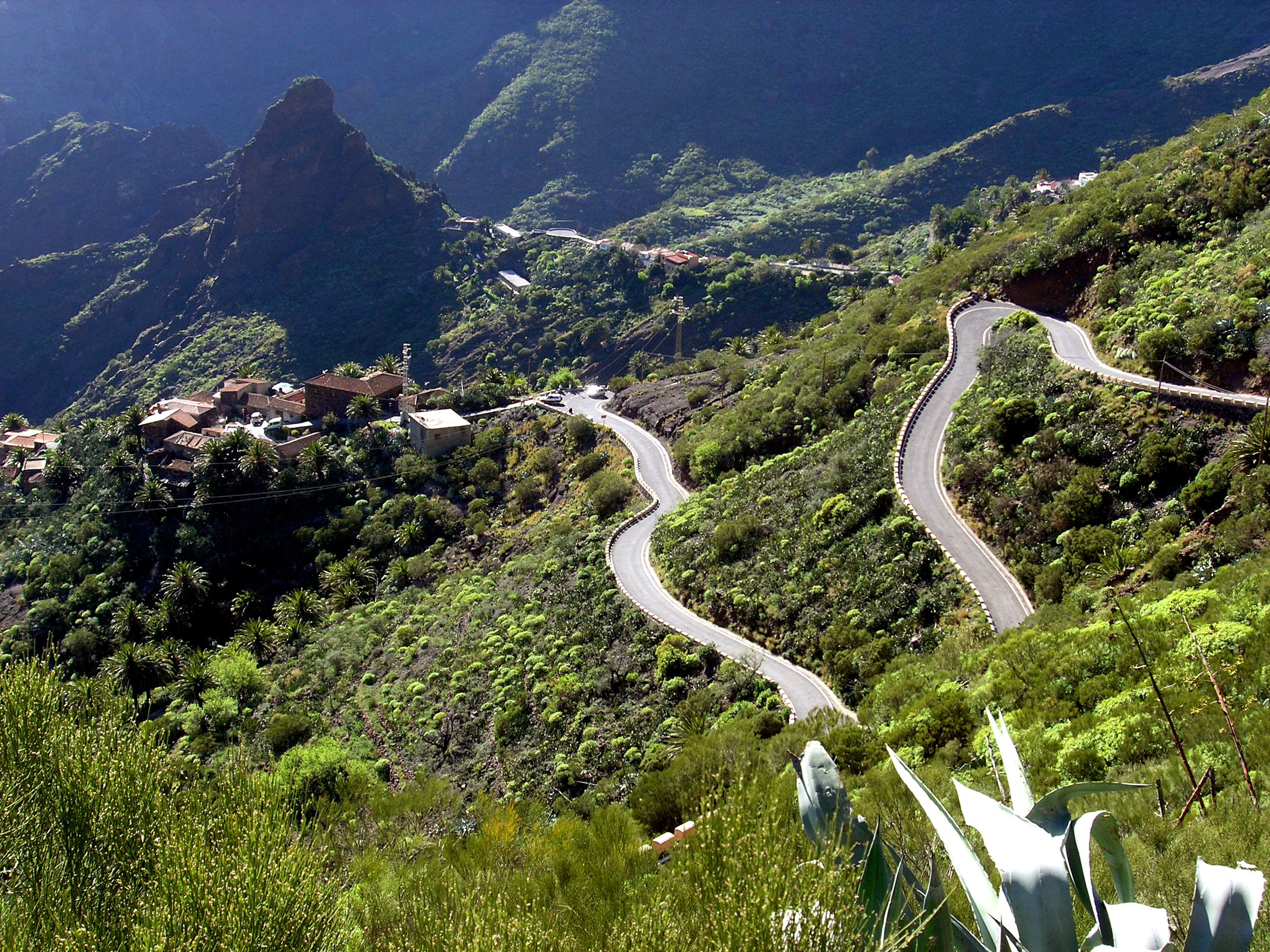
Droga w górach Teno(inne języki) na Teneryfie w Hiszpanii